# 루가의 복음서

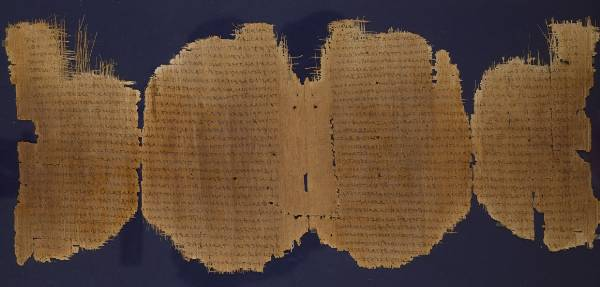
루가 복음서 사본

루가의 복음서(Gospel of Luke, 공동번역 개정판), 누가복음(개신교), 루카 복음서(로마 가톨릭)는 기독교의 신약성경에 포함된 복음서이다. 예수 그리스도의 기원, 탄생, 사역, 죽음, 부활, 승천을 알려준다. 사도행전과 함께 한 쌍의 책을 구성하며, 신약성경의 27.5%를 차지하며 1세기 기독교의 역사를 세 단계로 나눈다. 루가의 복음서는 이 세 단계 중 첫 두 단계를 구성한다. 즉, 메시아 예수의 생애부터 세례 요한과의 만남에서 사명을 시작하기까지의 생애이다. 평상수훈과 팔복, 수난, 죽음, 부활 등의 사건을 통해 사역을 펼쳤다.
대부분의 현대 학자들은 루가의 복음서에 사용된 주요 출처가 a) 마르코의 복음서, b) Q자료라고 불리는 가상의 말 모음, c) 다른 복음서에는 발견되지 않는 자료라는 데 동의한다. 저자는 익명이다. 복음서 저자가 바울의 동반자였던 루가라는 전통적인 견해가 여전히 가끔 제시되지만, 학문적 합의는 사도행전과 정통 바울 서신 사이에 많은 모순이 있음을 강조한다. 이 작품의 구성 연대가 가장 유력한 것은 서기 80~110년경이며, 2세기까지도 여전히 개정되고 있었다는 증거가 있다.

## 명칭
- 고대 그리스어:  Κατά Λουκάν, Κατά Λουκάν Ευαγγέλιον
- 라틴어:  Evangelium secundum Lucam(루가가 전하는 복음)
- 영어:  Gospel According to Luke(루가가 전하는 복음)
- 한국어:  루카스의 기쁜 소식
- 공동번역:  루가의 복음서(福音書)
- 가톨릭:  루카 복음서(福音書)[1]
- 개역성경:  누가복음(路加福音)

## 저자
일반적으로 신학자들은 루가의 복음서의 저자 루가는 사도행전의 저자와 일치한다고 보고있다. '루가'를 개신교와 천주교에서 같이 번역한 한글성경인 공동번역성서에서는 '루가', 개신교회에서는 1882년의 "예수셩교 누가복음 젼셔"에서부터 '누가'로 음역해 왔으며, 2005년 한국 천주교 주교회의에서 출판한 천주교 '성경'에서는 본래 발음을 존중하여 루카로 음역하였다. 복음사가 루가는 복음서를 쓰면서 예수에 대한 자료들을 수집했다고 주장했는데, 루가가 수집했다는 자료에 대해서 일부 성서학자들은 마태오와 루가 복음서의 공동자료로 추정되는 Q문서와 최초의 복음서로 불리는 마르코의 복음서를 참조했을 것으로 보고 있다. (두 자료설) 하지만 Q문서가 존재했다는 명확한 증거나 기록이 없으므로 Q문서를 사용했다는 생각은 추측과 가설이라고 할 수 있으며 이것을 받아들이기에는 논리적인 타당성과 증거가 너무나 부족하다. 또한 영어 KJV(킹제임스 버젼) 성경에서는 1장 3절을 "having had perfect understanding of all things from the very first" 즉 "모든 일을 맨 처음부터 완전히 이해한"(한글킹제임스 흠정역 인용)" 이라고 기록한 것으로 보아 누가가 자료를 수집한 것이 아니라 그가 처음부터 듣고 믿어 완벽하게 이해한 예수의 모든 행적과 어록들을 하나님의 영감으로(Inspiration 디모데후서 3:16) 기록한 것이라고 볼 수 있다.

## 편집시기
서기 70년 이후에 쓰여진 것으로 추정된다 고 주장하는 신학자들이 있지만 이는 성경과 좀 거리가 있다. 왜냐면 교회의 역사를 기록한 사도행전에서 누가는 유대 속주가 멸망한 이후의 교회의 역사를 다루고 있지 않고 있고 계속해서 예루살렘 교회와 이방인 교회가 연개하여 선교를 하는 이야기가 전개됨을 볼 때 누가복음이 70년 대 이후의 기록이라는 것은 신빙성이 떨어진다. 그것은 예루살렘이 완전히 파괴되고 약 20년 뒤인 서기 90년 경에 쓰여진 요한계시록을 보면 알 수 있는데, 요한계시록에서는 예루살렘 교회의 이야기가 나오지 않고 소아시아 지금의 터키 지역의 교회들만 지금 있는 것으로 등장하고 있기 때문이다. 그래서 많은 수의 성서학자들은 65년 경으로 보고 있다.

## 내용
- 저자인 루가는 헬라의 의학과 과학을 공부한 의사로서 그가 1장 3절에서 말한 그대로 순서대로(in order) 기록하였음을 알 수 있다. 이것은 마태복음이나 마가복음 그리고 요한복음이 사건 중심의 기록과 구약의 예언의 성취 중심의 기록인 것과 다르게 이방인들 특별히 헬라니즘 문화권의 이방인들이 이해하기에 합당한 저술 기법이라고 할 수 있다.
- 루가는 인자(사람의 아들)로 태어난 예수님을 증거하였다. 그 이유는 당시에 만연한 영지주의적 종교관을 가진 이방인들의 종교관을 철저하게 타파하고 하나님의 아들 즉 하나님 자신이 참 인간의 몸을 가지고 오신 분으로 증거하고 있기 때문이다. 예수께서는 인간으로서 가난한 자들과 병든 자들과 과부와 아버지 없는 자들과 세상의 모든 소외 받고 외면 받는 사람들의 삶에 어떻게 생명의 빛을 전해 주었는지를 증언하고, 십자가에서 죽임을 당하고 육신으로 부활하여, 제자들과 먹고 마시는 장면(엠마오 일화Episode)과 십자가에서 입은 상처를 보여주면서 영은 살과 뼈가 없으나 자신은 있다고 예수가 스스로 증언하며 자신의 제자들에게 부활의 증인이 될 것을 명령하는 것으로 누가복음의 결론을 냄으로써 영지주의적 종교관에 대한 확실한 도전과 함께 기독교 복음의 핵심 가치가 육신의 영원한 생명도 약속하고 있음을 증거하고 있다. (영과 혼은 불명의 존재이므로 영원한 생명이 필요 없는 것이다.)
- 예수의 처녀 탄생은 다음의 두가지 예언을 기초로 하고 있다. "이사야서 7:14 그러므로 주께서 친히 한 표적을 너희에게 주시리라. 보라, 처녀가 수태하여 아들을 낳고 그의 이름을 임마누엘이라 하리라.", "사무엘기하 7:12-13 네 날들이 차서 네가 네 조상들과 함께 잘 때에 내가 네 배 속에서 나올 자 곧 네 뒤를 이을 네 씨를 세우고 그의 왕국을 굳게 세우리니 그는 내 이름을 위해 집을 건축할 것이요, 나는 그의 왕국의 왕좌를 영원토록 굳게 세우리라." 즉 유대인의 메시아의 자격 요건 중에 처녀에게서 탄생을 해야 하고, 그가 다윗의 자손이고, 그가 이 땅에 자신의 왕국을 세워야 하는 것이다. 그런데 사복음서는 모두 동일하게 그의 처녀 탄생을 증거하고 있다. 그리고 누가는 누가복음 3장23-38절까지 족보를 나열하는데 이것은 예수님의 어머니 마리아의 족보로서 당시도 그렇고 지금도 모계사회인 유대인의 관습에 따라 솔로몬의 후손인 요셉의 씨가 아닌, 다윗의 아들 나단의 후손인 마리아의 배에서 나왔기 때문에 처녀의 몸에서 태어나도 그는 여전히 다윗의 자손이 됨으로써 성경이 모순되지 않고 성취되었다는 것을 증명하고 있는 것이다.

- 예수의 탄생전승을 언급함으로써, 예수가 여자의 몸에서 태어난 완전한 사람임을 변증한다. 예수의 탄생전승은 예수가 사람의 탈을 썼을 뿐, 사람이 아니라고 주장하던 가현설을 반박하려는 복음사가 루가의 신학의도가 담겨 있다.
- 예수가 열두 살 때 예루살렘 성전을 가리켜서 '내 아버지의 집'이라고 부른 이야기(루가 2:49)와 침례를 받을 때에 하느님이 성자를 사랑하는 아들로 부르셨다는 이야기(루가 3:21-22)를 통해 예수를 하느님의 아들(성자)로 소개하고 있다. 루가 복음서에 예수의 족보 이야기가 나오는 이유에 대해서 예수를 하느님의 아들임을 변증하기 위한 것으로 보는 해석도 있다. 이는 예수의 족보를 거슬러 올라가면 하느님에게로 이른다는 루가의 설명(루가 3:38)에 근거한 해석이다.[7]
- 루가는 아기 예수의 탄생에서, 여관에는 머무를 방이 없어 마구간에서 태어났고,들에서 양을 치던 목자들이 천사들의 계시로 예수를 찾아 뵈었다고 했다.(루가 2:1-18)이에 대해 성서학자들은 루가 교회의 교우들이 마구간처럼 허름한 곳에서 살던 가난한 사람들, 들에서 양을 치던 목자들처럼 신분이 낮은 사람들이었기 때문으로 해석하고 있다.[8]
- 루가는 예수가 세상에 주님과 그리스도로 오셨다고 선언하고 있다.(루가 2:11)
- 루가는 예수가 귀신을 쫓아낸 이야기를 예수의 첫 번째 기적으로 소개함(루가 4:31-37)으로써, 하느님 나라의 도래를 선언하였다고 설명한다. 왜냐하면 복음사가 루가는 예수의 축귀사역을 예수의 공생애를 통해 하느님 나라가 도래했다는 증거로 보았기 때문이다.(루가 11:20) (헬라어와 영어 성경은 한결같이 "δαιμόνιον (daimonion) 'demon'" 즉 마귀라고 기록하고 있다. 동아시아 민속신앙에서 인간의 생사화복을 정하는 신적인 존재를 뜻하는 귀신이라는 번역은 오역이다.)
- 루가는 예수의 옆에서 십자가형으로 죽어가던 사형수가 예수에 대한 신앙고백으로 낙원을 약속받았다는 이야기를 함으로써, 예수를 죄인들에게 관심이 많은 인물로 묘사하고 있다.그래서 루가 복음서는 죄인들을 위한 복음서라고 불린다.[9]
- 루가는 '오늘 밤 너희의 구세주께서 다윗의 고을에 나셨다. 그분은 바로 주님이신 그리스도이시다.'(루가 2:11)라는 문장을 통해 예수 그리스도를 통해 하느님의 구원이 임재했음을 선언하고 있다.
- 루가 복음서에서는 이스라엘 사회에서 고아와 떠돌이와 더불어 민중으로 여겨지던 과부가 정의를 모르는 재판관에게 권리를 찾아줄 것을 요구하여 원하는 대로 뜻을 이루었다는 비유가 나온다. 많은 기독교인들이 이 비유를 하느님을 졸라대면 귀찮아서 들어준다고 잘못 해석하는데, 실제로는 민중들에게 정의를 모르는 지배계급에 맞서 끈질기게 권리투쟁을 하라고 말하는 사회적 비유이다. 그 실례로 과부는 공정한 재판으로 억울한 사람이 없게 할 의무가 있는 재판관에게 '권리를 찾아달라'고 요구하는데, 재판관은 하느님을 경외하지 않고, 사람을 두려워하지도 않지만 과부가 권리를 주장하는 정당한 요구를 하기 때문에 마지못해 요구를 들어준다.[10]
- 루가는 예수의 나사렛(나자렛) 선언과 성모 마리아의 찬가를 들려줌으로써 민중에 대한 관심을 드러낸다. 루가는 예수께서 고향인 갈릴래아의 나사렛(나자렛)에서 구약성서의 희년전통에 근거한 사회적, 정치적 해방을 위해 오신 그리스도임을 선언하신 예수의 메시아 선언을 보도한다.(루가 2:11)성모 마리아도 예수를 임신했을 때에 "하느님께선 가난한 사람을 배불리 먹이시며, 부요한 이들을 빈손으로 보내셨다. 또한 마음이 교만한 자들과 권세있는 이들을 내리셨다."라는 노래를 부른다. 이를 마리아 찬가라고 한다. 참고로 성공회 저녁기도에 마리아 찬가가 들어 있다.
- 착한 사마리아 사람의 비유가 나온다. 성 루가에 의하면, 영원한 삶이라는 즉 구원이라는 중요한 주제를 율법학자와 예수가 토론한다. 착한 사마리아 사람의 비유는 어려움을 겪는 이웃에 대한 자선이라는 도덕, 윤리가 아닌, '영원한 삶을 어떻게 얻을 수 있으며, 만일 경천애인으로써 영원한 삶을 얻는다면 내가 사랑을 베풀어야 할 이웃은 누구인가?'라는 중요한 주제를 말하고 있다. 예수는 율법에 어떻게 나와 있는지 묻는다. 율법학자가 신명기 6장 5절, 레위기 19장 8절에 나온대로 하느님을 공경하고, 이웃을 사랑하라고 했다고 대답하자, 둘 사이에서 '이웃이란 누구인가?'라는 주제로 토론을 한다. 예수는 민중들이 알아듣기 좋도록 하려는 의도와 하느님나라라는 대안공동체를 인간의 언어로써 설명하는 데에는 어려움이 있기 때문에, 착한 사마리아 사람의 비유를 들어 이야기를 한다. 경건한 제사장과 레위인이 강도를 만나 옷이 벗기우고, 폭행을 당해 반쯤 죽게 된 이웃을 친족의 시신 외에는 시신을 만질 수 없는 율법의 규정에 얽매여 모른 체 하는 이들로, 이방인과의 혼혈이라는 편견 때문에 차별을 받는 사마리아 사람이 자비를 베푸는 이웃이 되는, 은유로써 기존 질서, 상식을 뒤집고 비판하는 비유의 전복성, 해학, 풍자(신약성서학자 다드)가 담긴 비유를 한 것이고, 이웃은 기존 유대인들이 생각하던 경건한 유대인 곧 나와 신념과 사상이 같은 동지, 민족이 아닌, 나와 목적이나 이익이 아닌, 인격으로서 곧 나와 같은 사람으로서 관계를 맺는 존재라고 해석한다.[11]

## 같이 보기
- 복음서 목록
- 공관복음서
- 공관복음서